# Coelichneumon coactus
Coelichneumon coactus là một loài tò vò trong họ Ichneumonidae.